# IC 4869
IC 4869 ist eine Spiralgalaxie vom Hubble-Typ Sm im Sternbild Pfau am Südsternhimmel. Sie ist schätzungsweise 77 Millionen Lichtjahre von der Milchstraße entfernt und hat einen Durchmesser von etwa 25.000 Lj. 
Das Objekt wurde am 14. August 1901 vom Astronomen Robert Innes entdeckt.